# مدیتیشن

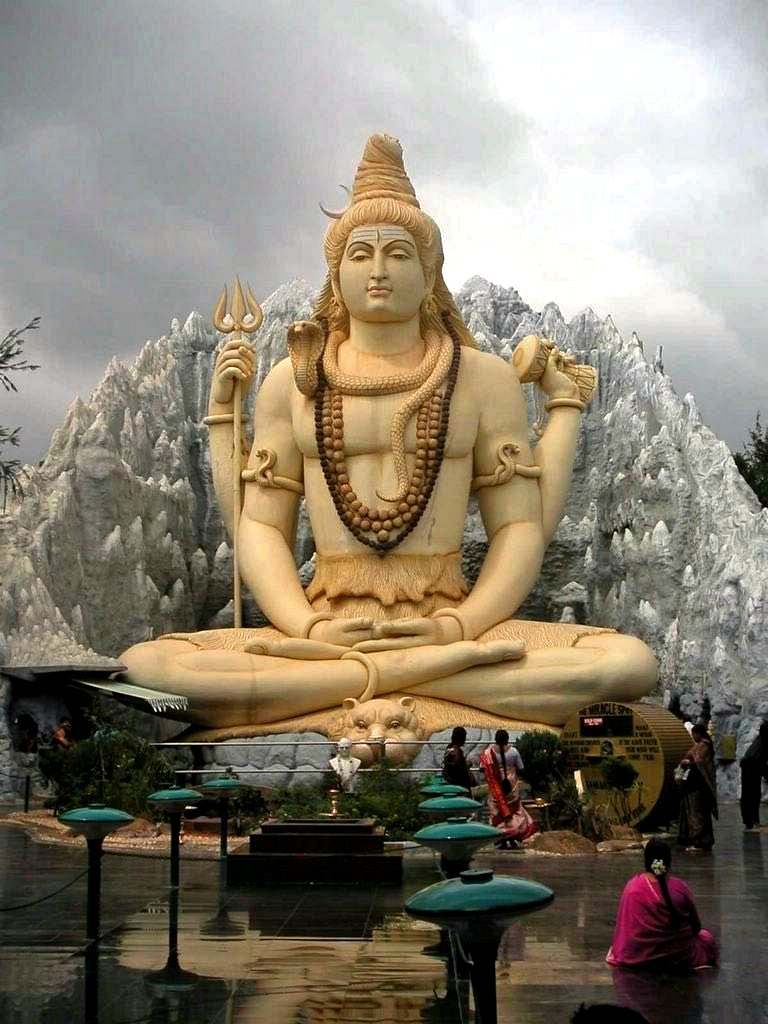
تندیس بزرگی از شیوا در حال مراقبه، در بنگلور.

مدیتیشن، مراقبه، ژرف‌پویی، خود پویی یا درون‌پویی (به انگلیسی Meditation) عملی است که در آن فرد از یک تکنیک - مانند ذهن‌آگاهی، یا تمرکز ذهن بر روی یک موضوع، فکر یا فعالیت خاص - برای آموزش توجه و آگاهی و دستیابی به یک حالت روان و آرام و پایدار ذهنی استفاده می‌کند. بسیاری از آئین‌های مدیتیشن و برخی از دین‌های بزرگ به خصوص ادیان شرقی نظیر آیین‌های هندو و بودایی روش‌های مدیتیشن را نیز دربرمی‌گیرند. اکثر روش‌های محبوب مدیتیشن ریشهٔ شرقی دارند. از روش‌های معروف مدیتیشن شرقی تفحص خود، ذهن‌آگاهی، درون‌پویی متعالی (تی. ام)، ذاذن و ویپاسانا است.
مدیتیشن (دهارانا) به‌طور کلی فنون و روش تسلط بر ذهن است. در مدیتیشن مهارت‌های مختلفی مانند تسلط بر ذهن به دست می‌آید. افراد به دلایل و اهداف مختلف دینی و غیر دینی مدیتیشن می‌کنند.
مراقبه ممکن است استرس، اضطراب، افسردگی و درد را به میزان قابل توجهی کاهش دهد و باعث افزایش آرامش، درک، خودانگاره و رفاه شود. تحقیقات برای درک بهتر اثرات مراقبه بر سلامتی (روان‌شناختی، عصبی و قلبی عروقی) و سایر قسمت‌های بدن در حال انجام است.

## ریشه‌شناسی
اصطلاح غربیِ مدیتیشن از meditacioun در فرانسویِ باستان، برگردانِ meditatio از فعلِ meditor در لاتین می‌آید. به چمِ اندیشیدن یا تعمق، کاربرد این واژه در سنت کاتولیک، دست‌کم به سده دوازدهم، پیش از جایگزینی‌اش با اصطلاح تئوریا بر می‌گردد.
افزون بر کاربرد سنتیِ واژه «مدیتیشن» در غرب، این واژه پسان‌تر برای اشاره به ممارست‌های معنوی شرقی که به دهیانای هندوئیسم و بودیسم، برآمده از ریشه سانسکریت به معنای مدیتیشن یا تعمق اشاره داشت معرفی شد. غربی‌ها از اصطلاح «مدیتیشن» برای اشاره به ممارست‌های صوفیانهٔ اسلامی و دیگر سنت‌ها چون کابالای یهودی و هسیچاسم مسیحی نیز کاربرد می‌کنند.
واژه صوفیانه مراقبه، واژه‌ای عربی که از ماده رقبه به معنی گردن و ورود گرفته شده‌است، خارج از بافت اسلامی به عنوان برابر فارسیِ مدیتیشن کاربرد دارد. برای این‌که «انسان به هنگام نظارت و مواظبت از چیزی گردن می‌کشد، و اوضاع را زیر نظر می‌گیرد، این واژه بر معنی نظارت، مواظبت، تحقیق و زیر نظر گرفتن چیزی، اطلاق شده‌است.» همچنین درون‌پویی یا ژرف‌پویی نیز به عنوان برابرِ فارسی پیشنهاد شده‌است.

## تکنیک‌های رایج مدیتیشن
مدیتیشن یک تکنیک و تمرین ذهنی و بدنی است که در آن شخص به آرامی توجه خود را به درون می‌برد تا به آرامش جسمی و ذهنی دست پیدا کند. اکثر انواع مدیتیشن از تمرینات مذهبی شرقی به خصوص از هند، چین و ژاپن به غرب رفته‌است. تنها در سه دهه اخیر است که این تکنیک‌ها به‌طور جدی برای دستیابی به سلامتی، بخصوص برای درمان استرس و کاهش دردهای مزمن به کار می‌رود.
سه تکنیک رایج مدیتیشن در بسیاری از کشورها، درون‌پویی متعالی (TM یا تی. ام)، درون‌پویی تنفسی و درون‌پویی تمرکزی می‌باشد:
1. در درون‌پویی متعالی (یا مدیتیشن طریقت کهن) شما یک کلمه یا صوت ساده (که مانترا نامیده می‌شود) را در طول زمان مدیتیشن با خود تکرار می‌کنید تا افکار خود را متمرکز کنید و به حالت آرامش برسید.
2. درون‌پویی تنفسی از طریق مشاهده دم و بازدم توجه به تنفس در این مدیتیشن خیلی مهم است
3. درون‌پویی تمرکزی از طریق تمرکز روی زمان حال، ناظر بودن از افکاری که به سطح می‌آیند و مشاهده آن‌ها بدون قضاوت است

## اثرات مدیتیشن
متوقف کردن گفتگوی درونی نقطه مشترک تمام کارهایی است که بینندگان انجام می‌دهند.
مدیتیشن یا دهارانا باعث می‌شود ذهن از پراکندگی بایستد و تنها بر روی یک موضوع تمرکز معنوی و ذهنی داشته باشد.

## لوازم مورد نیاز برای مدیتیشن
در اینجا پنج ابزار ضروری برای بهبود تمرین مدیتیشن شما آورده شده است:
1. بالش مدیتیشن: یک بالش راحت به حفظ وضعیت صحیح بدن کمک کرده و در جلسات طولانی‌تر پشتیبانی می‌کند، به شما این امکان را می‌دهد که بهتر تمرکز کنید.
2. تایمر مدیتیشن: یک تایمر با صداهای ملایم می‌تواند به شما کمک کند تا مدت زمان مدیتیشن خود را بدون حواس‌پرتی ناشی از چک کردن ساعت پیگیری کنید.
3. روغن‌های ضروری یا بخور: آروماتراپی می‌تواند فضایی آرامش‌بخش ایجاد کند و به ترویج آرامش و تمرکز عمیق‌تر در حین مدیتیشن کمک کند.
4. پتو مدیتیشن: یک پتو نرم گرما و راحتی بیشتری به ارمغان می‌آورد و فضای مدیتیشن شما را دلپذیرتر و دنج‌تر می‌کند.
5. دفترچه ذهن‌آگاهی: نگه‌داشتن یک دفترچه برای یادداشت‌برداری از افکار یا بینش‌ها پس از مدیتیشن می‌تواند به خوداندیشی و عمق بخشیدن به تمرین شما کمک کند.